# كرة ودبابيس

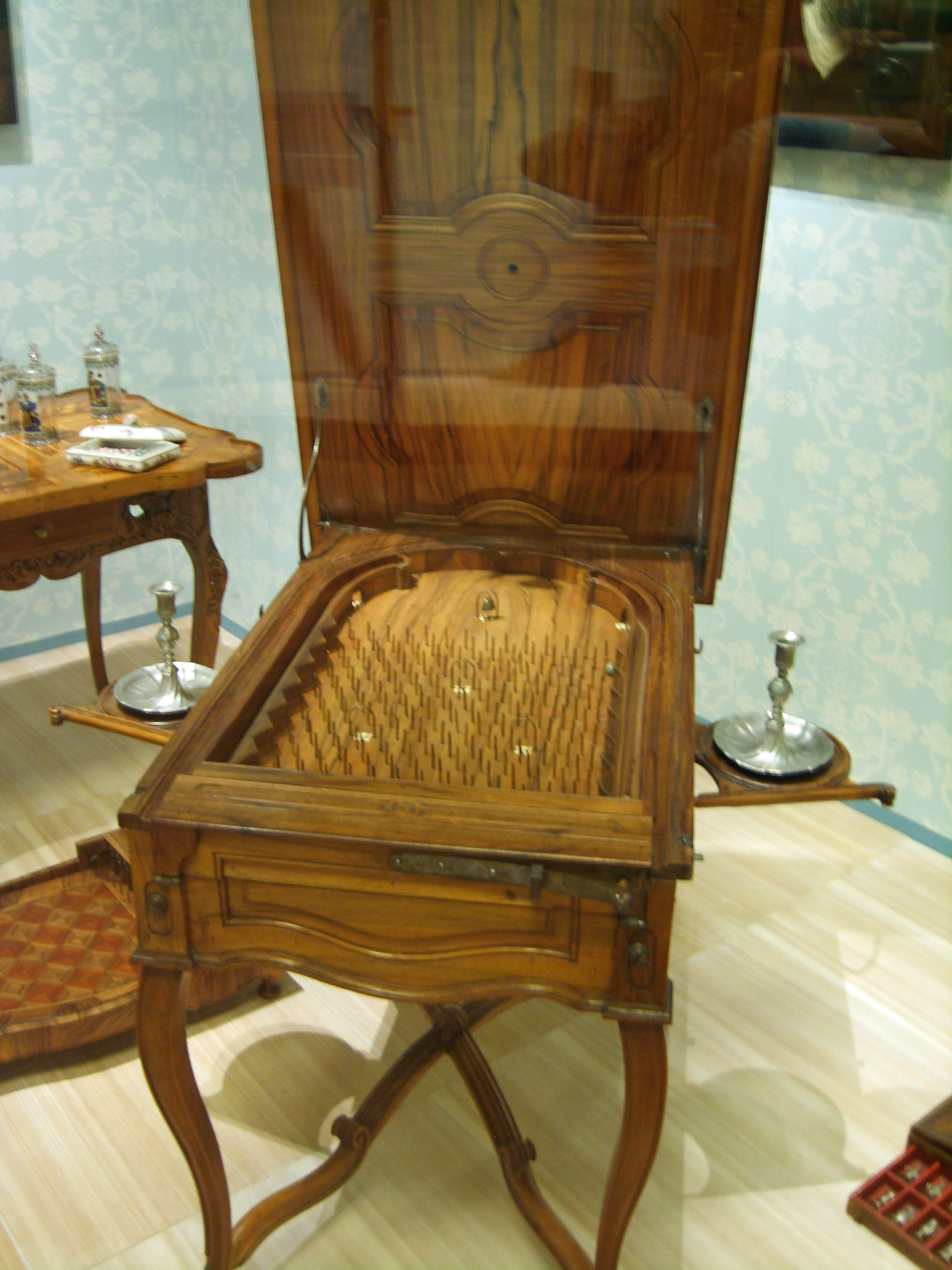
بليارد الياباني موجود في جنوب ألمانيا ، وصنعت طاولة كرة ودبابيس مابين عام 1750م إلى عام 1770م.

الكرة والدبابيس (بالإنجليزية: Pinball)‏، أيضاً تعرف بالـفلِبر (بالفرنسية: Flipper)‏، هي إحدى لعب الممرات وهي تعمل عن طريق قطعة معدنية حيث يحاول اللاعب تسجيل النقاط عن طريق التلاعب بكرة معدنية تكون موضوعة داخل صندوق مغطى بالزجاج ويسمى بجهاز الكرة والدبابيس.
والهدف الأساسي من اللعبة هو تسجيل أكبر عدد ممكن من النقاط.

## اصولها
اصول الكرة والدبابيس تتشابك مع كثير من المبارايات مثل لعب الكرة على العشب أو ضربها في الهواء ومن اثلها البولنغ ثم تطورت بعد ذلك إلى ضرب الكرة مثل لعبة الكروكيت والشلفورد فقد تم اخد الأرضية من لعبة البلياردو والبولينج ووضعت في الكرة والدبابيس.